# Émile Trélat
Pour les articles homonymes, voir Trélat.
Émile Trélat est un homme politique français né le 6 mars 1821 à Paris et mort le 30 octobre 1907 à Paris.

## Biographie
Fils d'Ulysse Trélat, il est  architecte (École des beaux-arts) et ingénieur diplômé de l'École centrale des arts et Manufactures en 1840. Il dirige la faïencerie de Rubelles (Seine-et-Marne), puis se tourne vers l'architecture. Élève de Louis-Charles Mary (1791-1870), ingénieur en chef de la Ville de Paris,  ami d'enfance et admirateur de Viollet-le-Duc, il prône une approche utilitariste de l'architecture civile, sans cependant négliger l'ornementation. 
Il est professeur de construction civile au Conservatoire national des arts et métiers de 1854 à 1895 et fonde en 1865 l'École spéciale d'architecture. En 1871, il est architecte en chef du département de la Seine. 
Député de la Seine de 1891 à 1898, sur les bancs radicaux, il s'intéressa aux bâtiments parisiens: reconstruction de l'Opéra-Comique, construction de la gare des Invalides, de la gare d'Orsay... ; la salubrité publique (assainissement des égouts) fut une autre de ses préoccupations.
Il est inhumé à Paris au cimetière du Montparnasse (22e division).

## Sources
- « Émile Trélat », dans le Dictionnaire des parlementaires français (1889-1940), sous la direction de Jean Jolly, PUF, 1960 [détail de l’édition]